# Bolsoj Pit
A Bosoj-Pit (oroszul: Большой Пит) folyó Oroszország ázsiai részén, a Krasznojarszki határterületen, a Jenyiszej jobb oldali mellékfolyója.

## Földrajz
Hossza: 415 km, vízgyűjtő területe: 21 700 km², évi közepes vízhozama (alsó folyásán): 209 m³/s; maximális vízhozama 3390 m³/s.
A Közép-szibériai-fennsíkhoz tartozó Angarántúli-felföldön ered, majd a Jenyiszej-hegyvonulat ritkán lakott, alacsony hegyei között folytatja útját. Jellemzően délnyugati irányba tart, de alsó folyásán éles kanyarulattal északnyugatra fordul, majd a torkolat közelében ismét délre fordul és Krasznojarszktól 510 km-re északra, Uszty-Pit falunál éri el a Jenyiszejt.
November elejére befagy, május közepén szabadul fel a jég alól. Magasvíz idején alsó 184 km-én, Brjanka faluig hajózható. 
Vízgyűjtő területének legnagyobb részét erdő borítja. Több vidékén aranybányászat folyik, ettől a folyó meglehetősen szennyezett. Egyetlen állandó hídja Brjanka faluban épült 1989-ben, azon át visz Jenyiszejszkből az északi Szevero-Jenyiszejszkij járási székhelyre (aranybányászat) vezető út.

## Mellékfolyói
Számos hegyi folyó táplálja, közülük a legnagyobbak:
- jobbról a Csirimba (149 km), a Lendaha (136 km) és a Kamenka (110 km)
- balról a Gorbilok (178 km) és a Szuhoj Pit (156 km).